# バショウ属
バショウ属 Musa L. は、バショウ科に属する植物。大きくなるが草本であり、高く伸びる茎は葉鞘の束に過ぎない。バナナやマニラ麻など、実用的に重要な種を含む。

## 概説
バショウ属は大きいものでは数m以上にもなる直立した幹を持つが、それは葉鞘が互いに巻き合ってできた偽茎で、地下に本当の茎がある。葉身は大きくて楕円形の単葉だが、よく羽状に裂ける。花茎ちかくきは地下の茎から偽茎の中を通って先端から出て、その先端に単一の花序が着く。花は普通は単性で、花序の基部側に雌花、先端側に雄花が着く。それぞれの花は数個から数十個ずつまとまり、それが螺旋状に並び、それぞれの集団をそれぞれ一枚の大きな苞が包む。果実は細長くて肉質で、やや曲がる。
熱帯アジアを中心に50種ほどがある。実用的に利用されるものが数多くあり、そのために栽培されているものもまた多い。果実が食用になるものはいわゆるバナナである。若葉などが食用になる種もある。葉や茎から繊維が取れるものも多い。また観賞用とされるものもある。

## 特徴
中型から大型になる多年生の草本。茎は地下にあり、往々に匍匐枝を出す。幹が高木状に高く伸びるが、これはいわゆる偽茎であり、葉鞘が束になったものである。偽茎を構成する葉鞘は内側のものを外側のものが巻き包むようになっている。その先端から伸びる葉身は大きくて長楕円形をしている。葉には主脈があり、側脈は多数あって互いに平行に走る。なお、葉は単葉であるが、往々にして羽状に裂けるのは、側脈が完全な平行脈となっており、隣合う側脈の間の結合がごく緩いので、風などで力がかかると裂けてしまうためである。

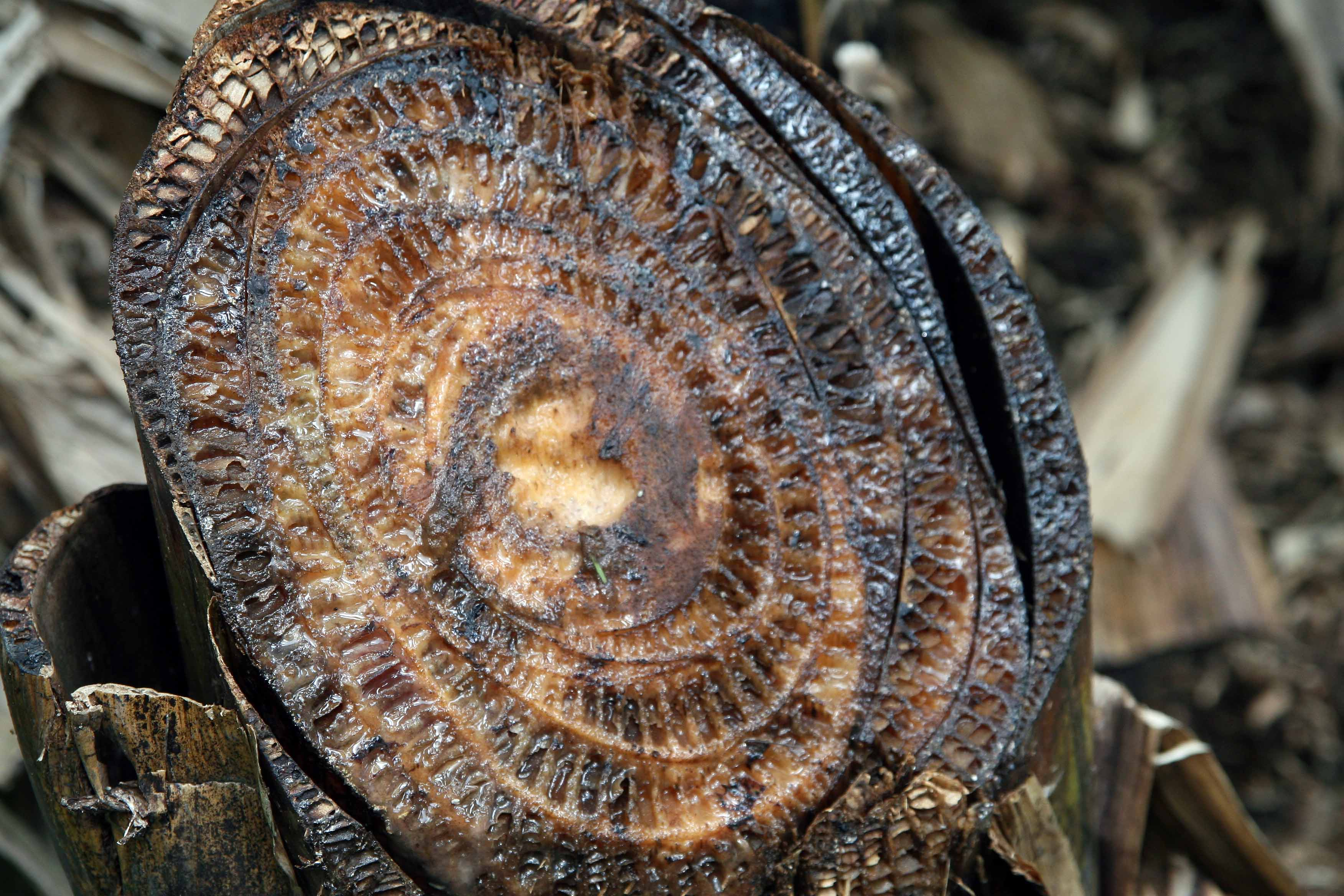
偽茎の断面 すべてM. acuminata
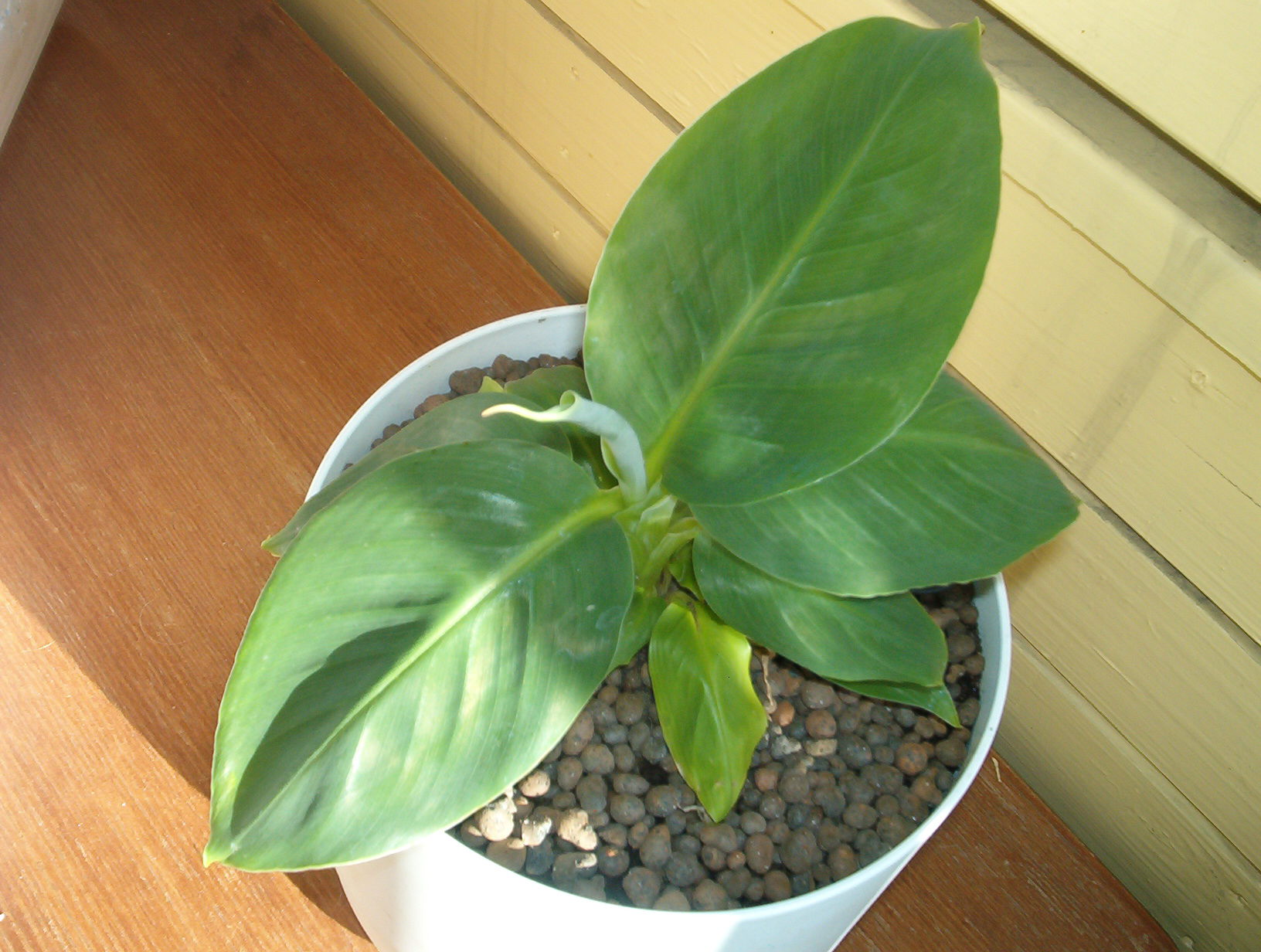
幼い葉 裂けていない
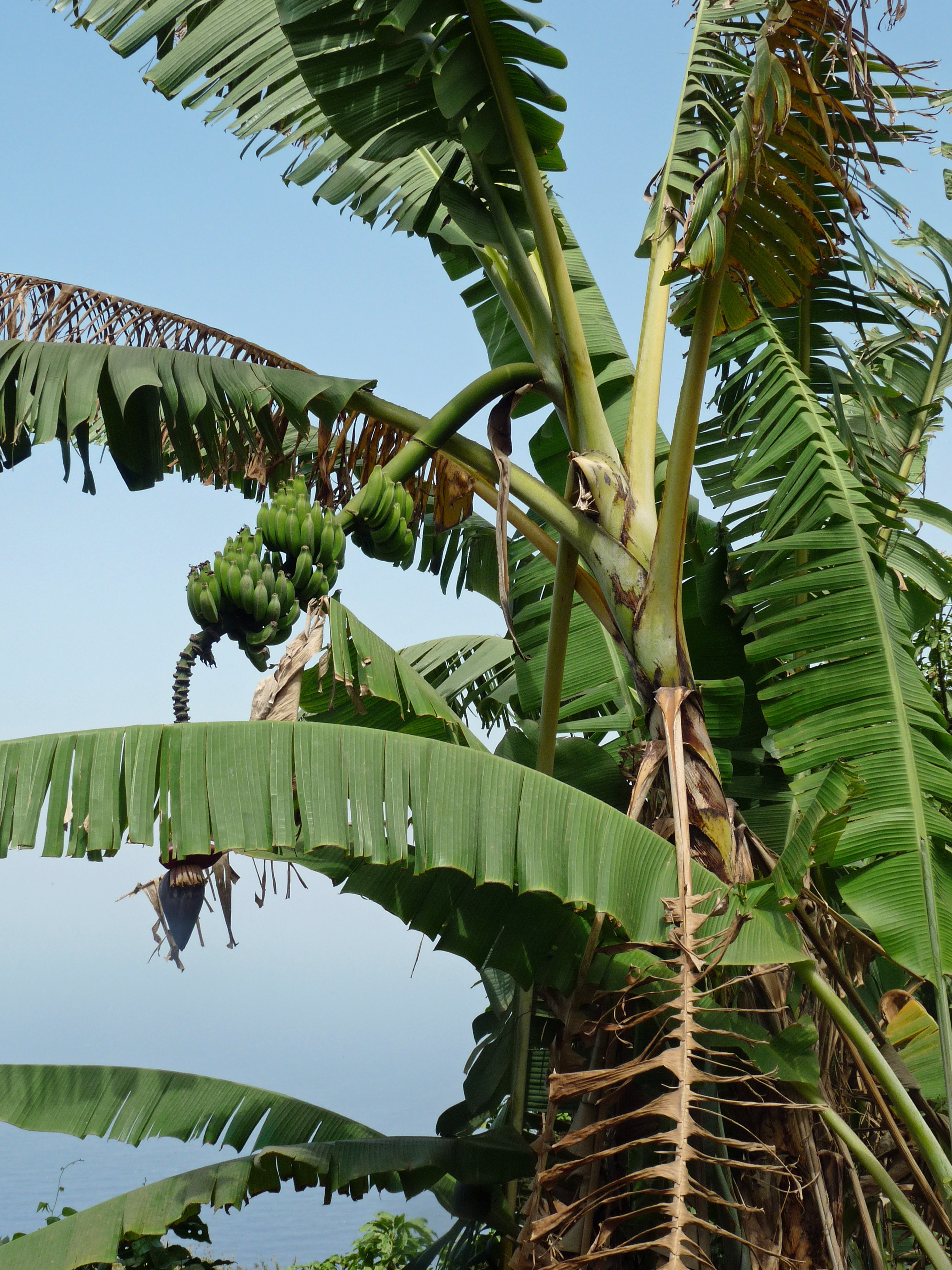
大きい葉は羽状に裂ける

花は偽茎の先端から出る茎に、穂状花序をなしてつく。花序は先端が垂れ下がるものも直立するものもある。個々の花は単性であることが多く、普通は花序の基部側に雌花がつき、先端の方に雄花がある。苞があって大きく、鞘状で卵形か円形をしている。
花序の構成としては個々の花は数個から数十個が集まって花群を作る。花群は1列か2列に横に並び、そのような花群が花軸沿いに螺旋状に配置しており、開花は基部側から順次起きる。個々の花群にはその基部に1つ、大きな苞があり、従って未開花の花序は折り重なった苞に包まれて卵球形になっている。
萼は1つだが側面で基部まで裂け、先端は3-5片に分かれている。花冠は萼と同じ程度かそれより短く、丸く曲がって雄しべと雌しべを取り囲む。雄しべは完全なものが5本あり、6番目のものは異化するか、あるいは完全に消失する。花糸は太くて糸状、葯は線形で上向きに伸びており、2室からなる。子房は3室で、卵子は多数あって上位、花柱は糸状で下の方に向かって肥大しており、柱頭は多少球形に膨らんで6つに裂けている。果実は多肉質になり、裂け開くことはない。外形は長楕円形から紡錘形で断面は3稜形をしており、多少湾曲することが多い。種子は球形に近いか、あるいは稜がある。

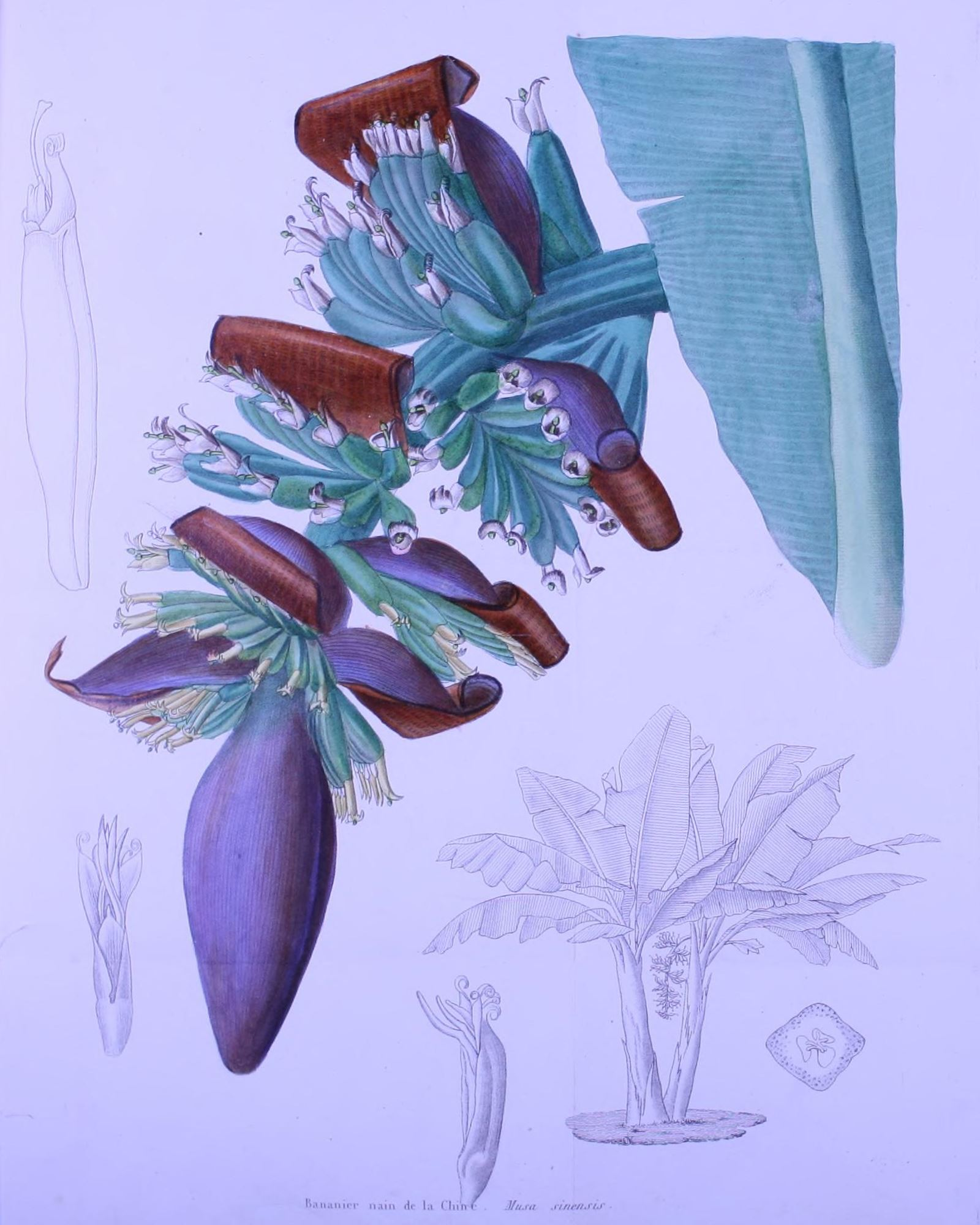
花序の図版 すべてM. acuminata
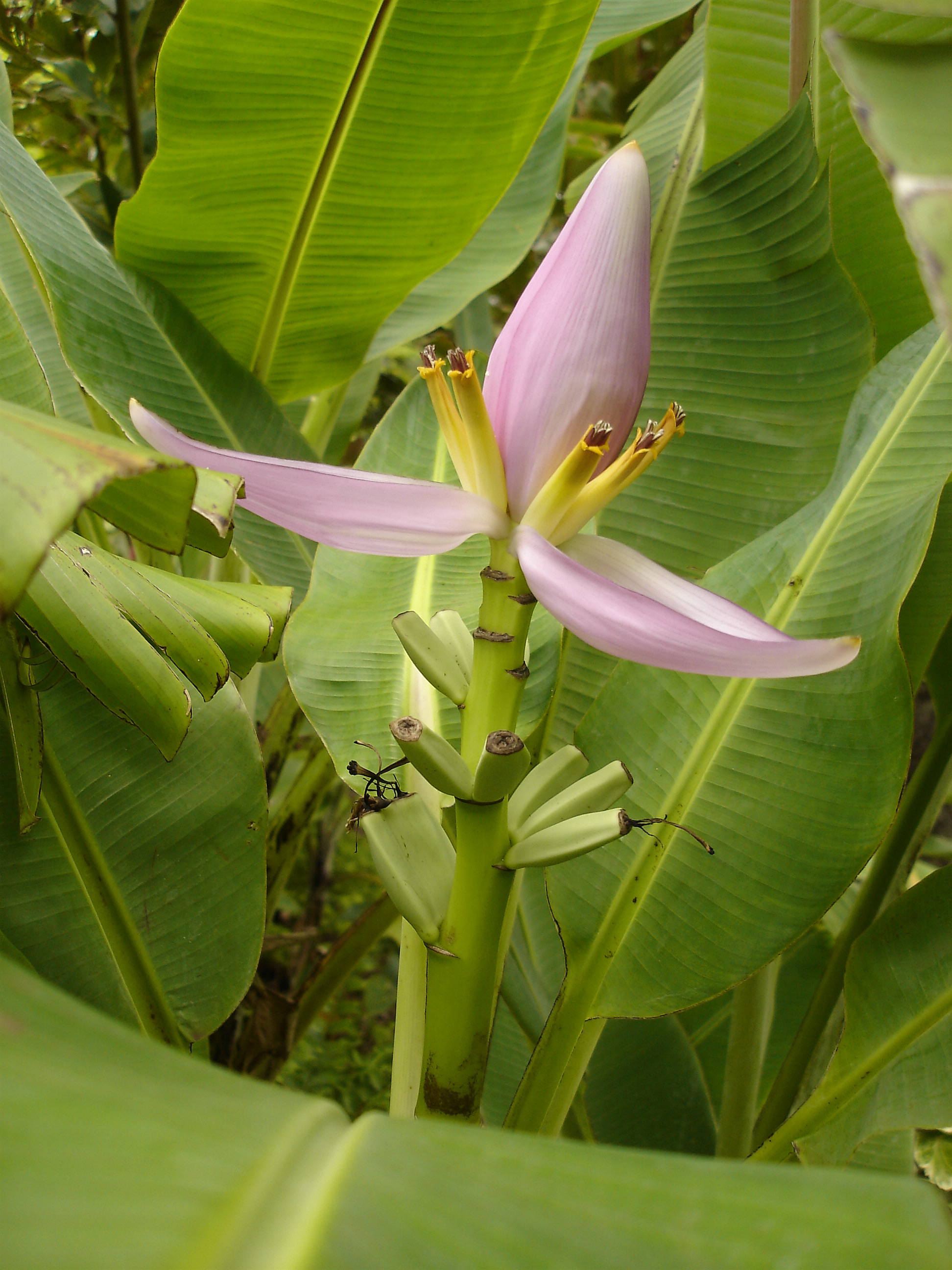
苞が開いて花が露出する
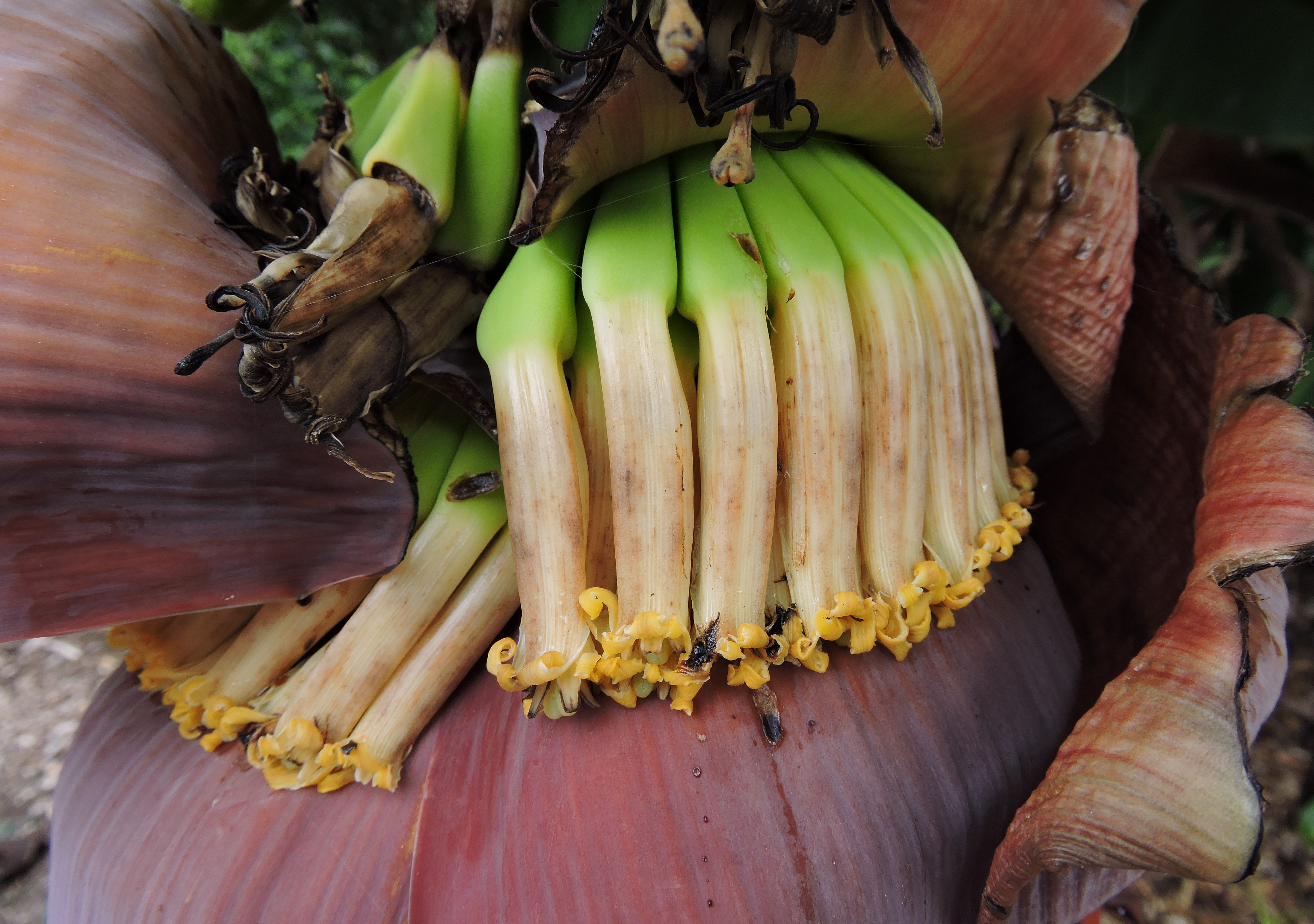
並んだ雌花

## 生態等
大型の花序にはやや薄いが多量の蜜を分泌する。花粉媒介には昼咲きの種では鳥類が、夜咲きの種ではコウモリ類がこれを行う。果実は鳥類や哺乳類がこれを食べる。種子にはデンプン質を含んだ多量の周乳がある。種皮が硬く、種子は消化されないままに糞と共に排出されることになり、種子は肥料付きで散布される。
発芽には光を要し、森林伐採やギャップ形成の際に発芽する。時として大きな群落を作り、草丈が5mという特異な熱帯草原を構成することもある。
学名は初代ローマ皇帝アウグストゥスの侍医であったムサ（A. Musa、前64-前14）にちなむとも、またアラビア語での名に由来するとも言う。

## 分布と種
世界に50種以上があるユーラシアを中心に分布し、大きくは3つのグループに分かれる。バショウの仲間は約15種あり、東南アジアの大陸部から西マレーシアを中心に分布する。イトバショウや食用のバナナの多くもこれに含まれる。マニラアサのグループは10種あまりあり、ボルネオ島北東部やフィリピンからニューギニア、オーストラリア北部にかけて分布する。ヒメバショウのグループは10種ほどでインドシナ半島から西マレーシアを中心に分布する。

### 日本の種
日本産とされるのは以下の2種のみである。いずれも南西諸島の原産とされるが、真の自生であるかどうかには疑問があるという。実際には栽培されているものを見るのがほとんどである。
- Musa バショウ属
  - M. basjoo バショウ
  - M. balbisiana var. liukiuensis リュウキュウバショウ（イトバショウ）

## 分類
バショウ科はかつては現在のロウイア科、オウムバナ科、ゴクラクチョウ科までを含む大きな群とされてきたが、それらが分割され、バショウ属の他にはエンセーテ属とムセラ属の3属を含んでいる。
以下、代表的な種を挙げておく。上述の日本産の種は省く。
- M. acuminata マレーヤマバショウ（食用バナナの原種の一つ）
- M. chiliocarpa センナリバナナ
- M. coccinea ヒメバショウ
- M. texilis マニラアサ
- M. troglodyarum フェイバナナ
- M. velutina

## 利害
本属にはいわゆるバナナを含み、これは食用として極めて重要なものである。またデンプンを含む根茎や若芽の芯も食用にされる種がある。大きな葉はものを包むのに用いられる。鞘の繊維がロープや布などを作るのに用いられる種も多く、特にマニラアサやイトバショウは有名である。他に観賞用に栽培される種もある。特にヒメバショウ類は花序が美しく、小柄で栽培もしやすいので人気がある。総じて種数は多くないものの非常に有用な熱帯植物と言える。

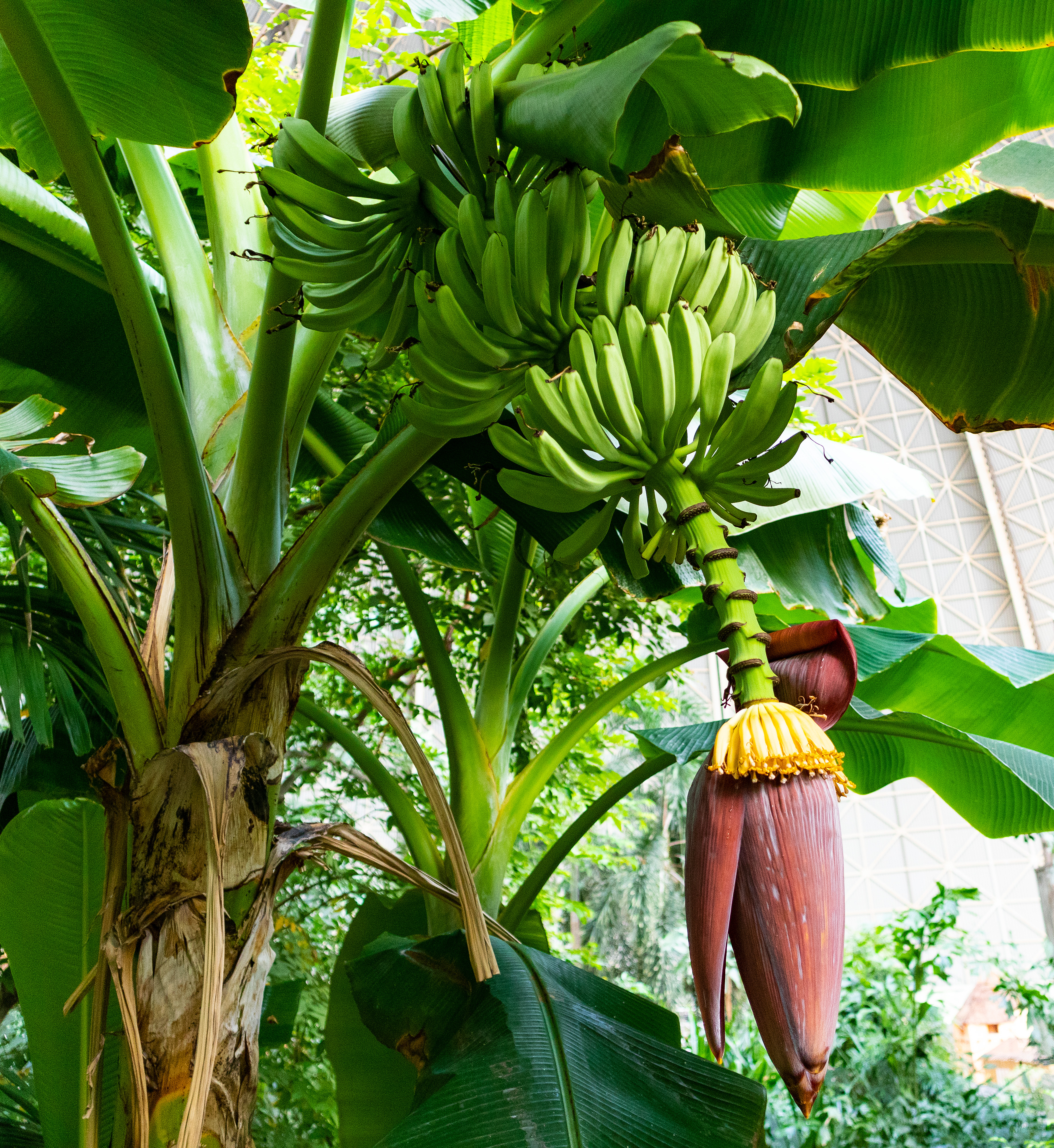
M. acuminata（バナナの原種の1つ）
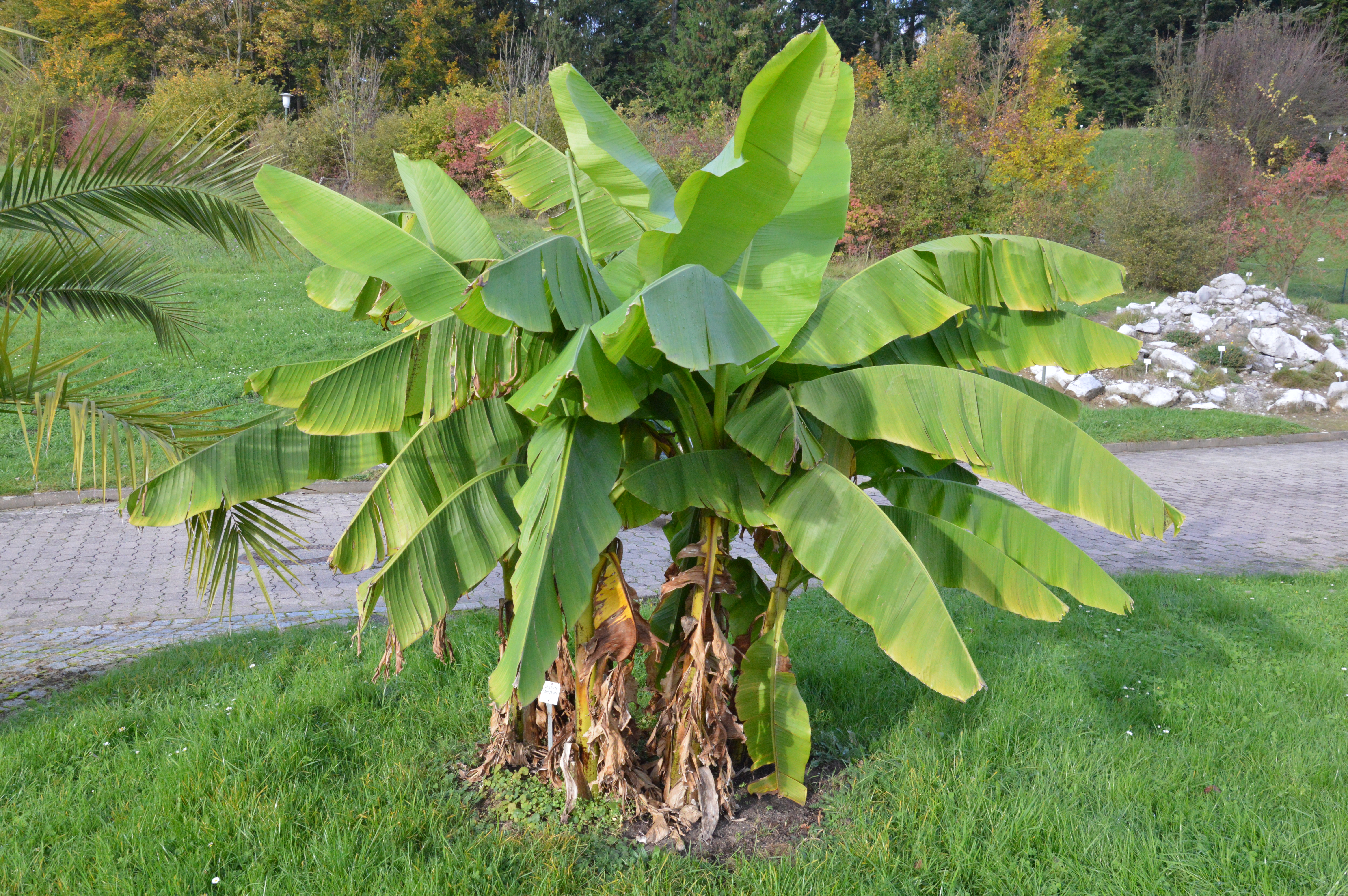
バショウ
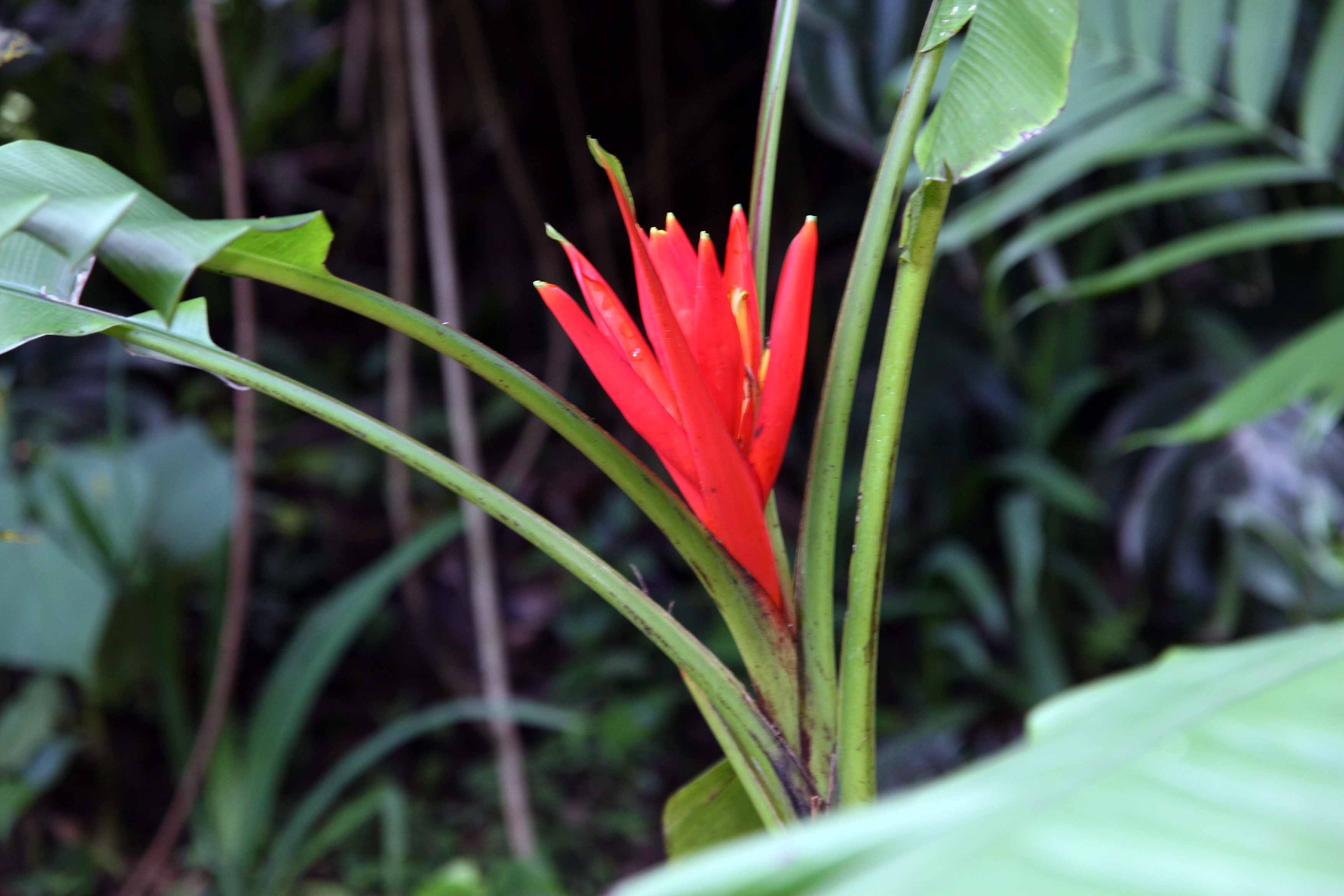
ヒメバショウ